# James Hartle
James Burkett Hartle (17 de agosto de 1939-17 de mayo de 2023) fue un físico teórico estadounidense. Se incorporó al cuerpo docente de la Universidad de California, Santa Bárbara en 1966, y fue miembro del cuerpo docente externo del Instituto Santa Fe. Hartle es conocido por su trabajo en relatividad general, astrofísica e interpretación de la mecánica cuántica.

## Primeros años
Hartle nació el 17 de agosto de 1939 en Baltimore, hijo de Anna Elizabeth Burkett y Charles James Hartle. Comenzó como estudiante de ingeniería al ingresar a Princeton, pero cambió a física debido a la influencia de John Wheeler.
Hartle completó su licenciatura en la Universidad de Princeton en 1960 y su doctorado. en física de partículas con Murray Gell-Mann en 1964.

## Trabajo

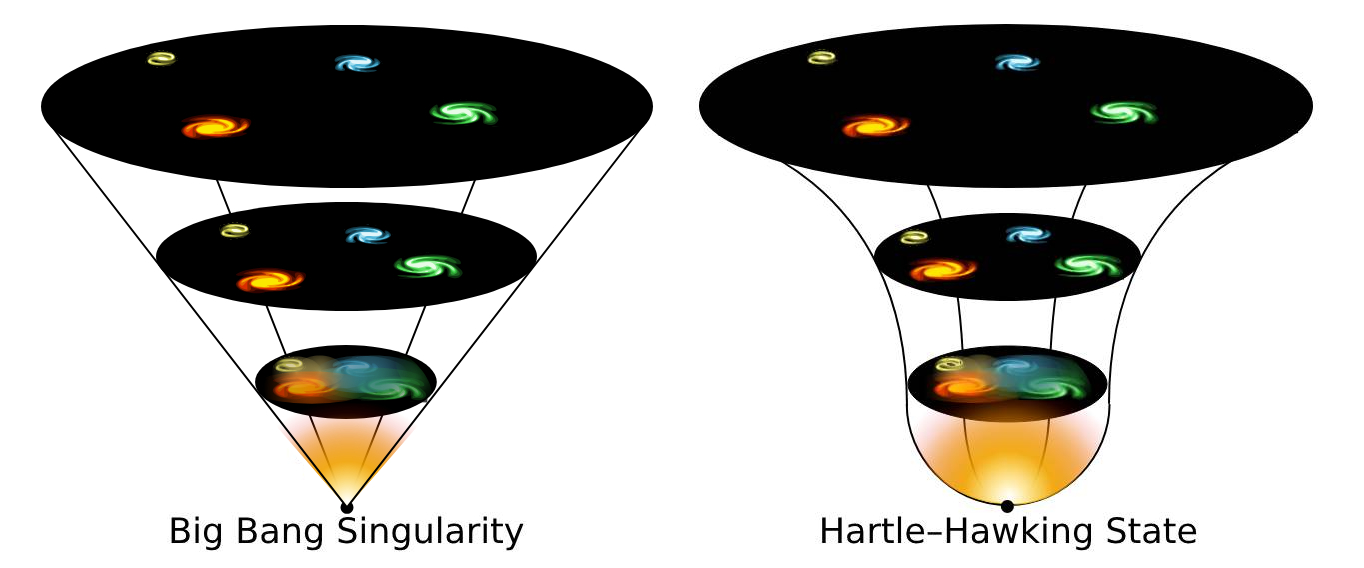
Singularidad del Big Bang y diagrama de estado de Hartle-Hawking.

En colaboración con Gell-Mann y otros, Hartle desarrolló una alternativa a la interpretación estándar de Copenhague, más general y apropiada para la cosmología cuántica, basada en historias consistentes .
Con Dieter Brill en 1964, descubrió el geon Brill-Hartle, una solución aproximada que hacía realidad la sugerencia de Wheeler de un fenómeno hipotético en el que un paquete de ondas gravitacionales está confinado a una región compacta del espacio-tiempo por la atracción gravitacional de su propio campo de energía.
Con Kip Thorne, Hartle derivó de la relatividad general las leyes del movimiento y la precesión de los agujeros negros y otros cuerpos relativistas, incluida la influencia del acoplamiento de sus momentos multipolares con la curvatura espacio-temporal de los objetos cercanos, además de escribir las Métrica de Hartle-Thorne, una solución aproximada que describe el exterior de un cuerpo que gira lenta y rígidamente, estacionario y axialmente simétrico.
Trabajando en el Instituto Enrico Fermi de la Universidad de Chicago en 1983, desarrolló la función de onda del Universo Hartle-Hawking en colaboración con Stephen Hawking. Esta solución específica de la ecuación de Wheeler-deWitt pretende explicar las condiciones iniciales de la cosmología del Big Bang.
El libro de texto de Hartle sobre relatividad general, An Introduction to Einstein's General Relativity, se publicó en 2003.
Hartle fue uno de los fundadores del Instituto Kavli de Física Teórica y fue su director de 1995 a 1997.
Fue elegido miembro de la Sociedad Filosófica Estadounidense en 2016. También fue miembro de la Sociedad Estadounidense de Física y miembro del Guggenheim, fue elegido miembro de la Academia Nacional de Ciencias y recibió el Premio Einstein de la APS en 2009.

## Vida personal
Hartle se casó con Mary Jo Wheeler en 1984, sobrina de John Wheeler.
Hartle murió en Suiza el 17 de mayo de 2023, a la edad de 83 años.